# پارک ملی متیرالا
پارک ملی میتیرالا (به گرجی: მტირალას ეროვნული პარკი) یک منطقه حفاظت‌شده در منطقه آجارا، غرب گرجستان است. با پوشش تقریباً ۱۵٬۶۹۸ هکتار (۳۸٬۷۹۰ جریب فرنگی) در شهرداری‌های کوبولتی، خلواچائوری و کدا در غرب قفقاز کوچک، بین دریای سیاه و کوه‌های آجارا واقع شده‌است. همچنین در مجاورت مناطق حفاظت شده کینتریشی است. این بخشی از جنگل‌های بارانی و تالاب‌های کلخی است که در فهرست میراث جهانی یونسکو به ثبت رسیده‌است.
پارک ملی میتیرالا جنگل‌های پهن برگ و مختلط کلشی شامل شاه بلوط شیرین و چوب‌های راش شرقی با رودودندرون پونتیک، لورل گیلاس و زیر طبقه‌های جعبه کلخی و انواع لیانا است. جانوران محلی شامل خرس قهوه ای، گوزن، گراز وحشی، عقاب چکمه دار، جغد عقاب، گلدن اریوله، سمندر قفقازی، وزغ قفقازی، قورباغه مرداب اوراسیا و افعی قفقازی است. کوه میتیرالا یکی از مرطوب‌ترین مناطق کشور است. بارندگی سالانه، آن را به یکی از مرطوب‌ترین مناطق اتحاد جماهیر شوروی سابق تبدیل می‌کند.